# Vorwärts

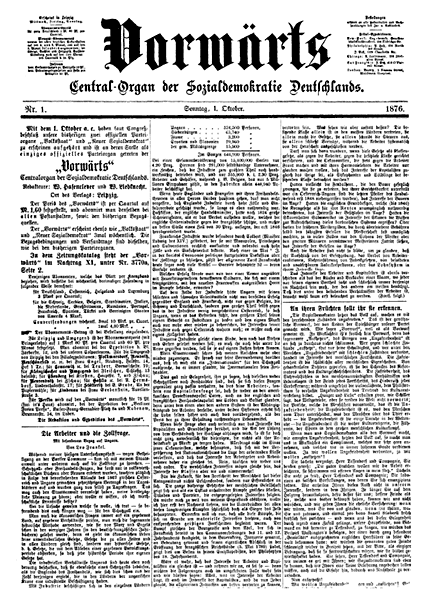
Portada del primer número (1 de octubre de 1876) de Vorwärts

Vorwärts (/ˈfɔʁvɛʁts/, «Adelante») es un periódico publicado por el Partido Socialdemócrata de Alemania (SPD). Fundado en 1876, en su larga historia ha sido siempre el órgano central del SPD. Tras el Congreso de Halle del partido (1891), se publicó diariamente como sucesor del Berliner Volksblatt, fundado en 1884. En la actualidad, se sigue publicando con periodicidad bimestral, y se envía por correo a todos los miembros del SPD.

## Historia
El periódico fue fundado como una fusión del eisenachiano Der Volksstaat y el lassalleano Der Socialdemokrat. Sus primeros editores fueron Wilhelm Hasenclever y Wilhelm Liebknecht.
Tanto Friedrich Engels como Kurt Tucholsky escribieron para Vorwärts. La publicación apoyó a los economistas marxistas rusos y luego, tras la división del Partido, a los mencheviques. Publicó artículos de León Trotski, pero no publicó ninguno de Vladímir Lenin .
Durante la Primera Guerra Mundial, Vorwärts se opuso a la Burgfriedenspolitik del SPD a favor del pacifismo y la neutralidad hasta 1916 cuando, algún tiempo después de que Rudolf Hilferding fuera reclutado por el ejército austríaco, Friedrich Stampfer fue presentado como editor jefe. Guio al órgano central de regreso hacia la línea del partido (lo que provocó acusaciones de chovinismo por parte de la mitad de la facción socialista).
El periódico se opuso firmemente a la Revolución de Octubre, defendiendo el intento de llevar el parlamentarismo a Alemania.
En 1923, Vorwärts perdió un juicio por difamación iniciado por Adolf Hitler y se le ordenó pagarle 6.000.000 de marcos. El periódico había afirmado que Hitler fue financiado por «judíos estadounidenses y Henry Ford».
Durante el período nazi, el Partido Socialdemócrata de Alemania fue prohibido, por lo que la publicación de Vorwärts en Alemania tuvo que detenerse en 1933, pero continuó en el exilio en Checoslovaquia hasta 1938 y posteriormente en París hasta 1940.
En 1948, el periódico fue refundado como Neuer Vorwärts («Nuevo Adelante») y en 1955 pasó a llamarse Vorwärts de nuevo. En la actualidad, tiene una circulación de unos 360.000 ejemplares porque se envía por correo cada dos meses a todos los miembros del SPD.